# Alto Minho
O Alto Minho, também conhecida como Minho-Lima, é uma sub-região portuguesa situada no noroeste do país, pertencendo à região do Norte. Tem uma extensão total de 2.219 km2, 231.293 habitantes em 2021 e uma densidade populacional de 104 habitantes por km2. 
Está composta por dez municípios e 208 freguesias, sendo a cidade do Viana do Castelo a cidade administrativa e o principal núcleo urbano da sub-região. Com 25.158 habitantes na sua área urbana e 85.784 habitantes em todo o município, é a maior cidade e o maior município do Alto Minho, sendo limitada a norte e a leste com a região espanhola da Galiza (comarca do Baixo Minho), a sul com o Cávado e a oeste com o Oceano Atlântico.

## Divisões
A sub-região é composta por dez municípios, 208 freguesias e duas cidades:

### Municípios
O Alto Minho divide-se nos seguintes dez municípios:
- Arcos de Valdevez
- Caminha
- Melgaço
- Monção
- Paredes de Coura
- Ponte da Barca
- Ponte de Lima
- Valença
- Viana do Castelo
- Vila Nova de Cerveira

### Freguesias
O Alto Minho divida-se nas seguintes 208 freguesias:

### Cidades
O Alto Minho compreende as seguintes duas cidades:
- Valença
- Viana do Castelo

## Demografia

### Habitantes
Através dos Censos de 2021, o Alto Minho registou 231.293 habitantes, mais 881 habitantes comparado com o ano de 2019, aonde se registou 230.412 habitantes. Os dados mostram, que é a primeira vez desde 2009 que a população da sub-região veio a registar um aumento em dois anos, já que desde 2009, aonde se registaram 246.690 habitantes, veio a diminuir até 2019.
| Ano        | 2009    | 2011    | 2013    | 2015    | 2017    | 2019    | 2021    |
| ---------- | ------- | ------- | ------- | ------- | ------- | ------- | ------- |
| Habitantes | 246.690 | 244.149 | 240.134 | 236.270 | 232.178 | 230.412 | 231.293 |
| Diferença  |         | –2.541  | –4.015  | –3.864  | –4.092  | –1.766  | +881    |

### Municípios
O município de Viana do Castelo é o maior município em termos de habitantes, com mais de 85 mil habitantes, a seguir do município de Ponte de Lima com mais de 40 mil habitantes, o município de Arcos de Valdevez com mais de 20 mil habitantes, o município de Monção com mais de 17 mil habitantes e o município de Caminha com mais de 15 mil habitantes.
| Município             | Habitantes (2021) |
| --------------------- | ----------------- |
| Viana do Castelo      | 85.784            |
| Ponte de Lima         | 41.169            |
| Arcos de Valdevez     | 20.720            |
| Monção                | 17.818            |
| Caminha               | 15.800            |
| Valença               | 13.625            |
| Ponte da Barca        | 11.049            |
| Vila Nova de Cerveira | 8.923             |
| Paredes de Coura      | 8.632             |
| Melgaço               | 7.773             |
| Alto Minho            | 231.293           |

### Jovens
11,2% da população do Alto Minho são jovens, tendo uma idade inferior aos 14 anos, estando 1,2 pontos percentuais abaixo da média regional com 12,3% e 1,7 pontos percentuais abaixo da média nacional com 12,9% da população sendo jovem. Os municípios com a maior percentagem de jovens do Alto Minho são Valença com 12%, Viana do Castelo e Ponte de Lima com ambos 11,9%, Vila Nova de Cerveira com 11,8% e Paredes de Coura com 11% da população com uma idade inferior aos 14 anos.
| Município             | Percentagem |
| --------------------- | ----------- |
| Portugal              | 12,9%       |
| Região do Norte       | 12,3%       |
| Valença               | 12%         |
| Viana do Castelo      | 11,9%       |
| Ponte de Lima         | 11,9%       |
| Vila Nova de Cerveira | 11,8%       |
| Alto Minho            | 11,2%       |
| Paredes de Coura      | 11%         |
| Caminha               | 10,9%       |
| Ponte da Barca        | 10,4%       |
| Monção                | 9,6%        |
| Arcos de Valdevez     | 9,3%        |
| Melgaço               | 7,4%        |

### Idosos
28,1% do população do Alto Minho são idosos, tendo uma idade superior aos 65 anos, estando 5,5 pontos percentuais acima da média regional com 22,6% e 4,7 pontos percentuais acima da média nacional com 23,4% da população sendo idoso. Os municípios com a maior percentagem de idosos  do Alto Minho são Melgaço com 42,5%, Arcos de Valdevez com 36%, Monção com 34,1%, Paredes de Coura com 30,8% e Ponte da Barca com 30,1% da população com uma idade superior aos 65 anos.
| Município             | Percentagem |
| --------------------- | ----------- |
| Melgaço               | 42,5%       |
| Arcos de Valdevez     | 36%         |
| Monção                | 34,1%       |
| Paredes de Coura      | 30,8%       |
| Ponte da Barca        | 30,1%       |
| Caminha               | 29,5%       |
| Alto Minho            | 28,1%       |
| Vila Nova de Cerveira | 27%         |
| Valença               | 26,5%       |
| Viana do Castelo      | 25,1%       |
| Ponte de Lima         | 24,5%       |
| Portugal              | 23,4%       |
| Região do Norte       | 22,6%       |

## Economia

### Principais sectores empregadores
Os sectores com mais trabalhadores é a indústria transformadora, com 27% de todos os trabalhadores empregados no Alto Minho, seguido pelo comércio com 17,4%, da construção com 13% e alojamentos e restauração com 8,5%.

### Desemprego
Dado aos dados dos Censos 2021, a taxa de desemprego situava-se no ano de 2020 nos 4,2%, 2% abaixo da média regional do Norte, que situava se nos 6,2% e 1,6% abaixo da média nacional, que se situava nos 5,8%. Metade dos dez municípios registaram uma taxa de desemprego acima da média do Alto Minho, Valença com a taxa mais elevada com 6,6%.

### Poder de Compra
O poder de compra do Alto Minho situou-se nos 80,5, abaixo da média regional do Norte com 93, com Portugal a 100. Só o município de Viana do Castelo ultrapassou a média do poder de compra do Alto Minho e a média regional com 93,8.

### Salários
O ganho médio mensal no Alto Minho em 2019 foi de 1.013,30€, abaixo da média de 1.100,40€ registado na região Norte e abaixo da média nacional de 1.206,30€. Só os municípios de Vila Nova de Cerveira e Valença ultrapassam a média do ganho mensal do Alto Minho com 1.086,10€ e 1.114,70€.

## Infraestruturas

### Autoestradas
O Alto Minho está servida por x autoestradas
- A A3 liga Porto a Espanha
- A A27 liga Viana do Castelo a Ponte de Lima
- A A28 liga Porto a Caminha

### Estradas Nacionais
- N13 liga Porto a Valença

### Ferrovia
A linha do Minho é a principal ligação ferroviária do Alto Minho, que liga os municípios de Valença, Vila Nova de Cerveira, Caminha e Viana do Castelo com as localidades dentro dos municípios. As ligações ferroviárias são feitas pela CP Regional, ligando Valença com Viana do Castelo e tem uma frequência de duas em duas horas. Existem também ligações de InterRegionais e Intercidades, ambos geridas pela CP, que ligam o Alto Minho com o Porto, através de um tempo de percurso reduzido devido as paragens, Aveiro, Coimbra, Figueira da Foz e Lisboa.
A linha do Minho continuava até Monção, más a linha foi encerrada a partir de Valença em 1990.

### Educação
Existem 114 escolas pré-escolares, 85 escolas do primeiro ciclo, 26 escolas do segundo ciclo, 33 escolas do terceiro ciclo e 32 escolas secundárias. Ainda existem oito escolas superiores do Instituto Politécnico de Viana do Castelo, com escolas nas áreas na gestão, tecnologia, saúde, educação, agricultura, ciência e desporto.